# Liste der Wappen im Kreis Rendsburg-Eckernförde
Diese Liste zeigt die Wappen des Kreises Rendsburg-Eckernförde (Schleswig-Holstein), seiner Städte, Gemeinden und Ämter.

## Kreiswappen

Karte Rendsburg-Eckernförde, Schleswig-Holstein
Kreiswappen Rendsburg-Eckernförde[1]

## Amtsfreie Städte und Gemeinden

Altenholz[2]
Büdelsdorf[3], Stadt
Eckernförde[4], Stadt
Kronshagen[5]
Rendsburg[6], Stadt
Wasbek[7]

## Ämter

### Amt Achterwehr

Achterwehr
Bredenbek
Felde
Krummwisch
Melsdorf
Ottendorf
Quarnbek
Westensee

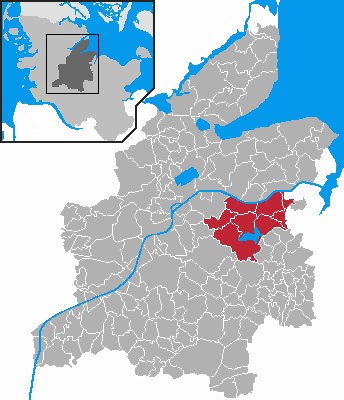
Lage des Amtes
Wappen Amt Achterwehr[8]

- Achterwehr[9]
- Bredenbek[10]
- Felde[11]
- Krummwisch[12]
- Melsdorf[13]
- Ottendorf[14]
- Quarnbek[15]
- Westensee[16]

### Amt Bordesholm

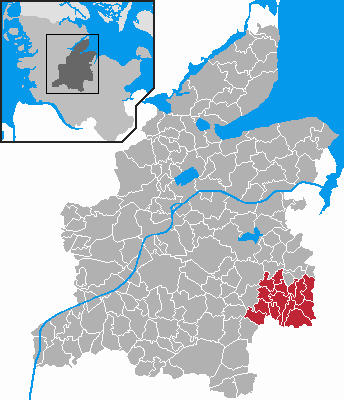
Lage des Amtes
Wappen Amt Bordesholm[17]

Bissee[18]
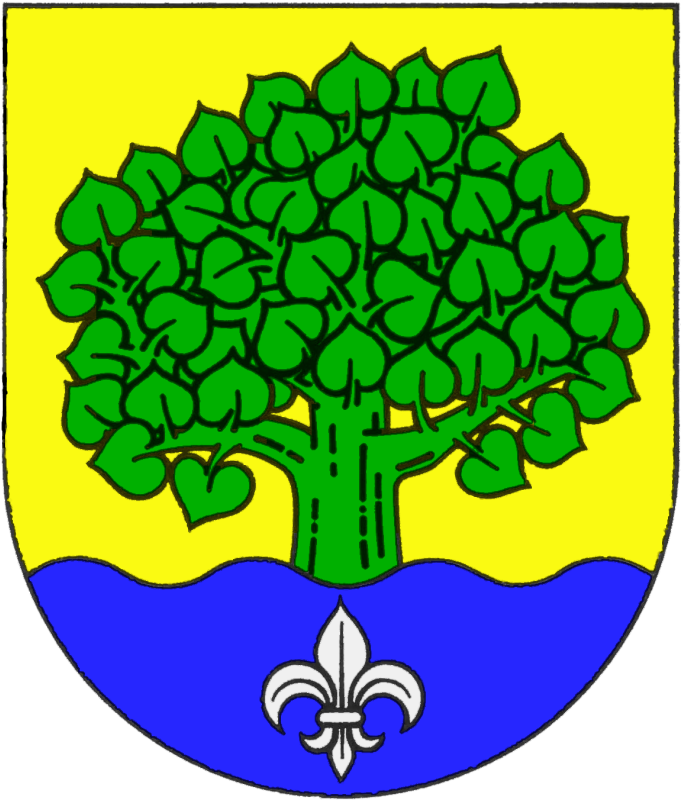
Bordesholm
Brügge[20]
Grevenkrug[21]
Groß Buchwald[22]
Hoffeld[23]
Loop[24]
Mühbrook[25]
Negenharrie[26]
Reesdorf[27]
Schmalstede[28]
Schönbek[29]
Sören[30]
Wattenbek[31]

### Amt Dänischenhagen

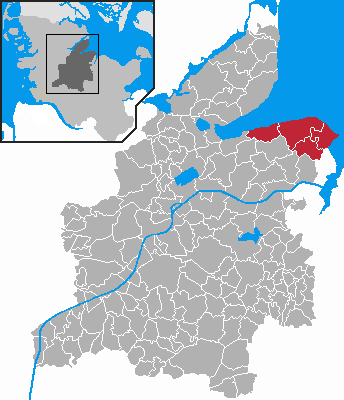
Lage des Amtes
Wappen Amt Dänischenhagen[32]

Dänischenhagen
Noer
Schwedeneck
Strande

- Dänischenhagen[33]
- Noer[34]
- Schwedeneck[35]
- Strande[36]

### Amt Dänischer Wohld

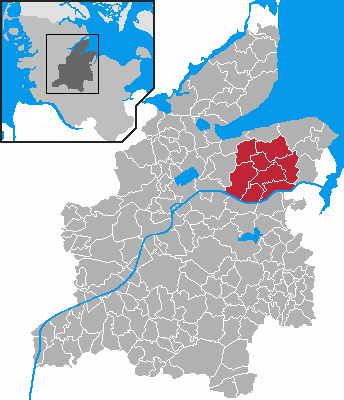
Lage des Amtes
Wappen Amt Dänischer Wohld[37]

Felm[38]
Gettorf[39]
Lindau[40]
Neudorf-Bornstein[41]
Neuwittenbek[42]
Osdorf[43]
Schinkel[44]
Tüttendorf[45]

### Amt Eiderkanal

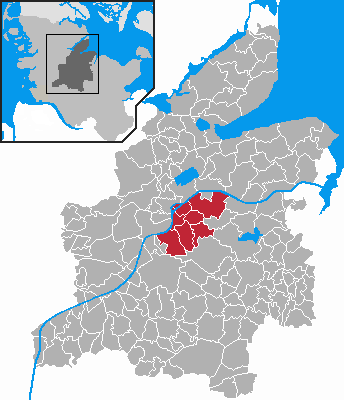
Lage des Amtes
Das Amt führt kein Wappen

Bovenau[46]
Haßmoor[47]
Ostenfeld (Rendsburg)[48]
Osterrönfeld[49]
Rade b. Rendsburg[50]
Schacht-Audorf[51]
Schülldorf[52]

### Amt Eidertal

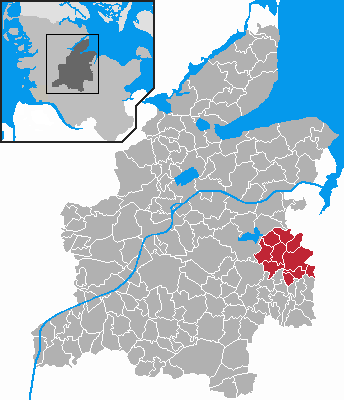
Lage des Amtes
Das Amt führt kein Wappen

Blumenthal
Böhnhusen
Flintbek
Mielkendorf
Molfsee
Rodenbek
Rumohr
Schierensee
Schönhorst
Techelsdorf

- Blumenthal[53]
- Böhnhusen[54]
- Flintbek[55]
- Mielkendorf[56]
- Molfsee[57]
- Rodenbek[58]
- Rumohr[59]
- Schierensee[60]
- Schönhorst[61]
- Techelsdorf[62]

### Amt Fockbek

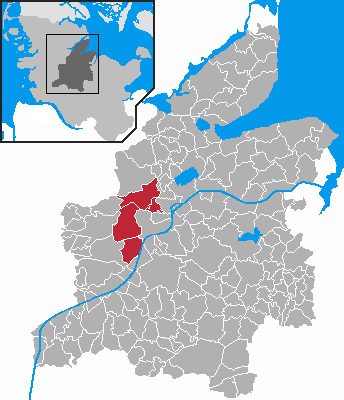
Lage des Amtes
Das Amt führt kein Wappen

Alt Duvenstedt[63]
Fockbek[64]
Nübbel[65]
Rickert[66]

### Amt Hohner Harde

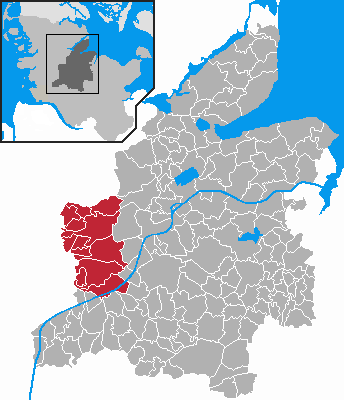
Lage des Amtes
Wappen Amt Hohner Harde[67]

Bargstall[68]
Breiholz[69]
Christiansholm[70]
Elsdorf-Westermühlen[71]
Friedrichsgraben[72]
Friedrichsholm[73]
Hamdorf[74]
Hohn[75]
Königshügel[76]
Lohe-Föhrden[77]
Prinzenmoor[78]
Sophienhamm[79]

### Amt Hüttener Berge

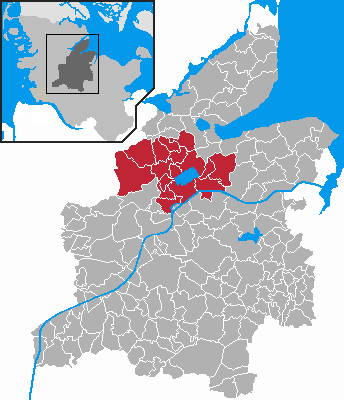
Lage des Amtes
Wappen Amt Hüttener Berge[80]

Ahlefeld-Bistensee[81]
Ascheffel[82]
Borgstedt[83]
Brekendorf[84]
Bünsdorf[85]
Damendorf[86]
Groß Wittensee[87]
Haby[88]
Holtsee[89]
Holzbunge[90]
Hütten
Klein Wittensee
Neu Duvenstedt
Osterby[91]
Owschlag[92]
Sehestedt[93]

### Amt Jevenstedt

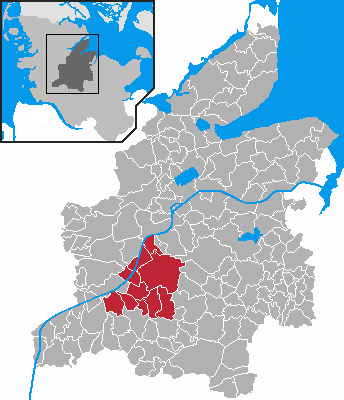
Lage des Amtes
Wappen Amt Jevenstedt[94]

Brinjahe[95]
Embühren
Haale[96]
Hamweddel[97]
Hörsten
Jevenstedt[98]
Luhnstedt
Schülp b. Rendsburg[99]
Stafstedt[100]
Westerrönfeld[101]

### Amt Mittelholstein

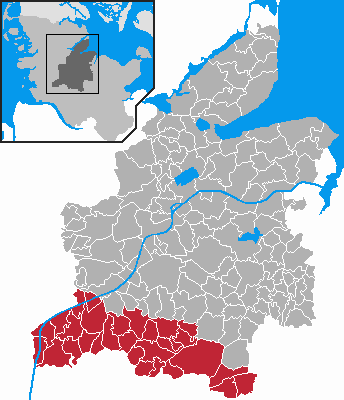
Lage des Amtes
Wappen Amt Mittelholstein[102]

Arpsdorf[103]
Aukrug[104]
Beldorf[105]
Bendorf[106]
Bornholt[107]
Beringstedt[108]
Ehndorf[109]
Gokels[110]
Grauel[111]
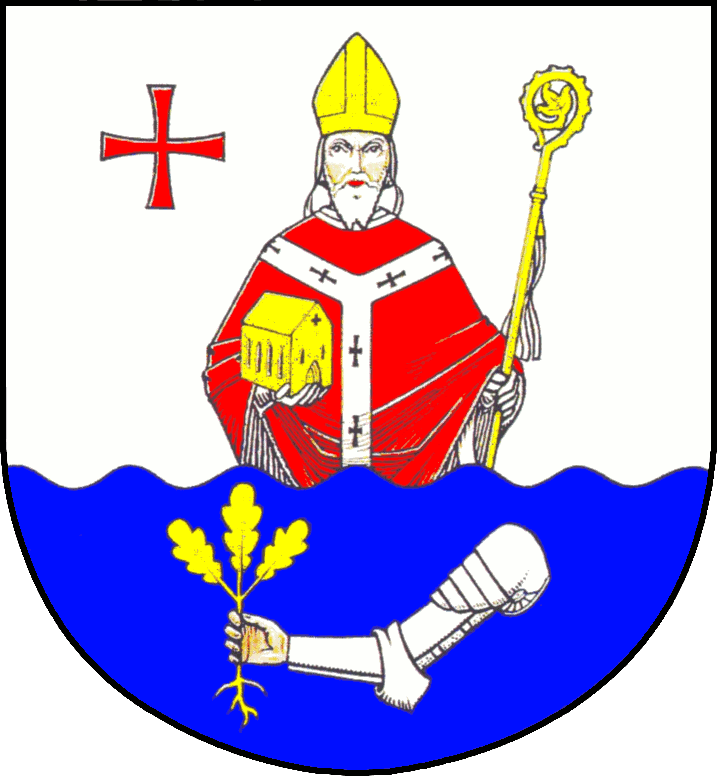
Hanerau-Hademarschen
Heinkenborstel[113]
Hohenwestedt[114]
Jahrsdorf
Lütjenwestedt
Meezen[115]
Mörel
Nienborstel[116]
Nindorf[117]
Oldenbüttel[118]
Osterstedt[119]
Padenstedt[120]
Rade b. Hohenwestedt[121]
Remmels[122]
Seefeld[123]
Steenfeld[124]
Tackesdorf
Tappendorf[125]
Thaden[126]
Todenbüttel[127]
Wapelfeld[128]

### Amt Nortorfer Land

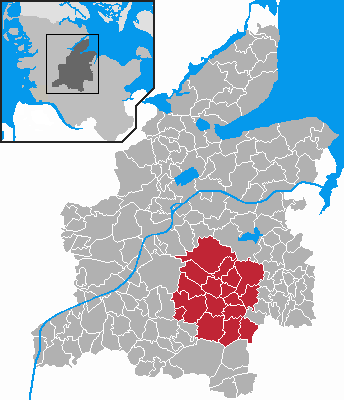
Lage des Amtes
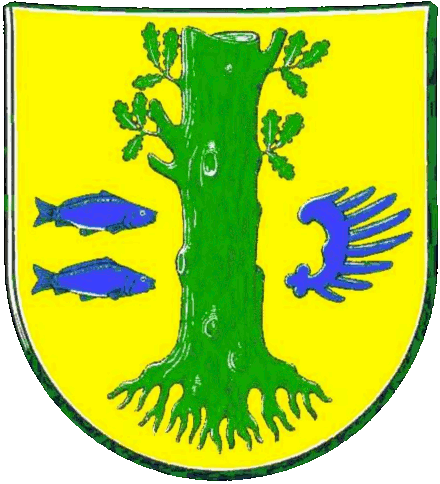
Wappen Amt Nortorfer Land

Bargstedt[130]
Bokel[131]
Borgdorf-Seedorf[132]
Brammer[133]
Dätgen[134]
Eisendorf[135]
Ellerdorf[136]
Emkendorf[137]
Gnutz[138]
Groß Vollstedt[139]
Krogaspe[140]
Langwedel[141]
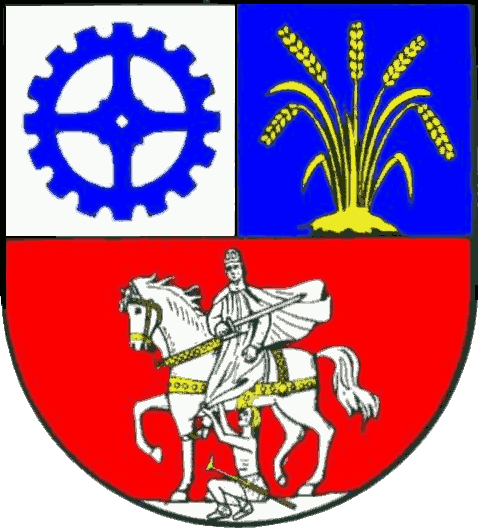
Nortorf[142], Stadt
Oldenhütten[143]
Schülp b. Nortorf[144]
Timmaspe[145]
Warder[146]

### Amt Schlei-Ostsee

Altenhof
Barkelsby
Brodersby
Damp
Dörphof
Fleckeby
Gammelby
Goosefeld
Güby
Holzdorf
Hummelfeld
Karby
Kosel
Loose
Rieseby
Thumby
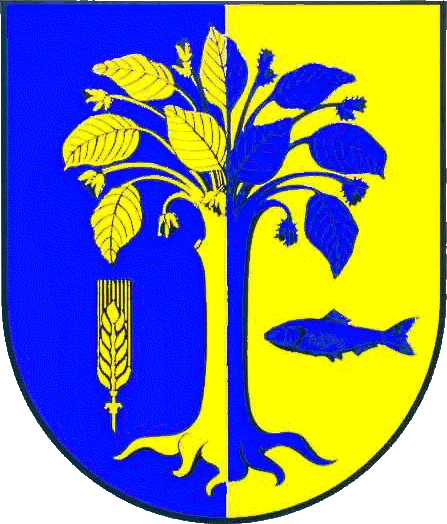
Waabs
Windeby
Winnemark

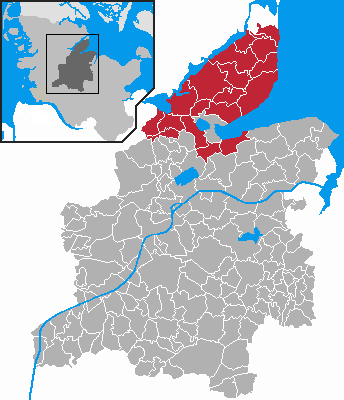
Lage des Amtes
Wappen Amt Schlei-Ostsee[147]

- Altenhof[148]
- Barkelsby[149]
- Brodersby[150]
- Damp[151]
- Dörphof[152]
- Fleckeby[153]
- Gammelby[154]
- Goosefeld[155]
- Güby[156]
- Holzdorf[157]
- Hummelfeld[158]
- Karby[159]
- Kosel[160]
- Loose[161]
- Rieseby[162]
- Thumby[163]
- Waabs[164]
- Windeby[165]
- Winnemark[166]

## Ehemalige Ämter

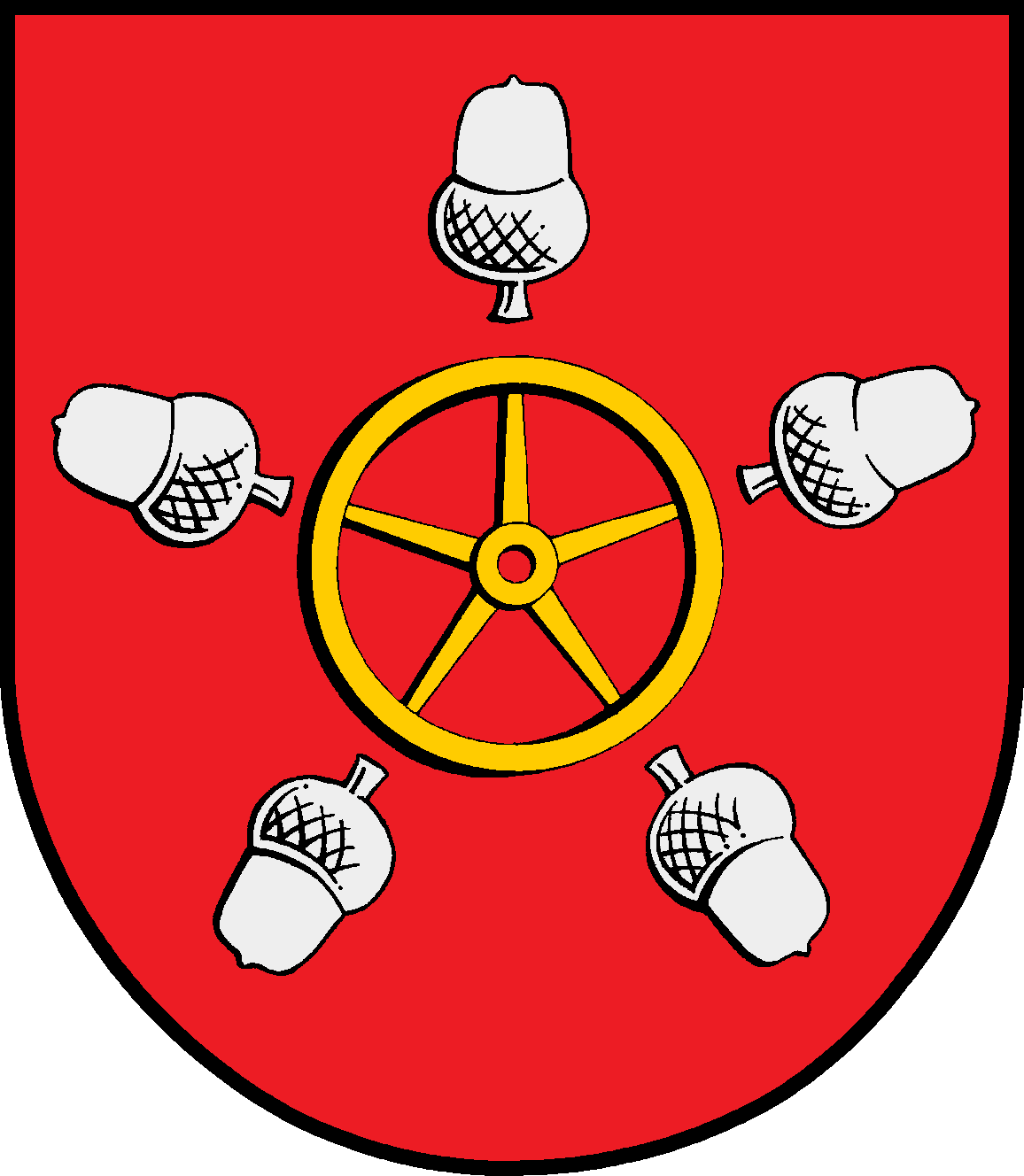
Amt Aukrug
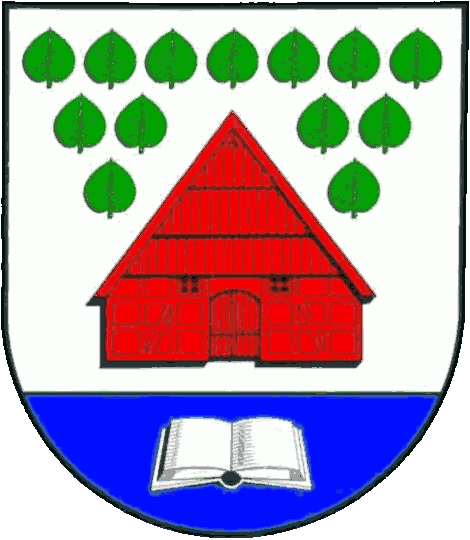
Amt Bordesholm-Land
Amt Hanerau-Hademarschen[169]
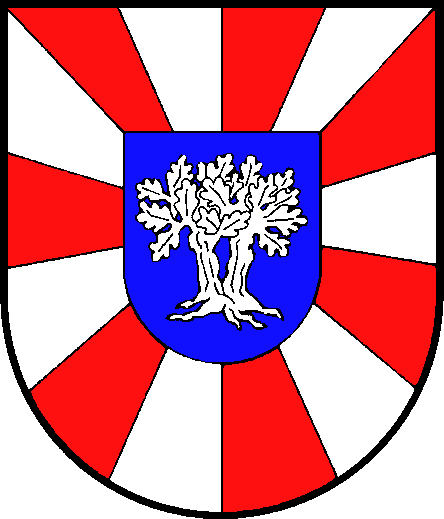
Amt Hohenwestedt-Land
Amt Molfsee[171]
Amt Osterrönfeld[172]
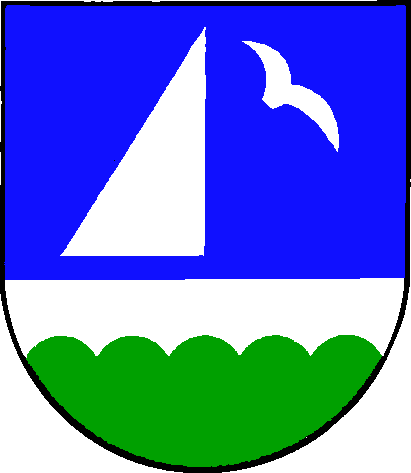
Amt Schlei

Die Wappen der ehemaligen Ämter Hütten und Schwansen werden von den Ämtern Hüttener Berge bzw. Schlei-Ostsee weitergeführt.

## Ehemalige Gemeinden
Das Wappen der ehemaligen Gemeinde Bistensee wird von der Gemeinde Ahlefeld-Bistensee weitergeführt.

## Blasonierungen
1. ↑  Kreis Rendsburg-Eckernförde: „Schräglinks im Wellenschnitt geteilt. Oben in Gold die beiden schreitenden, blauen Schleswiger Löwen übereinander, unten in Rot das silberne holsteinische Nesselblatt.“ (Kommunale Wappenrolle Schleswig-Holstein)
2. ↑  Altenholz: „In Gold eine bewurzelte grüne Eiche, der Stamm überdeckt mit einem silbernen Schild, darin ein aufspringender schwarzer Wolf.“ (Kommunale Wappenrolle Schleswig-Holstein)
3. ↑  Büdelsdorf: „Von Rot und Silber geteilt. Oben miteinander gekreuzt eine Sense und ein Dreschflegel mit goldenen Holz- und silbernen Metallteilen, unten an der Teilungslinie ein unterhalbes schwarzes Zahnrad.“ (Kommunale Wappenrolle Schleswig-Holstein)
4. ↑  Eckernförde: „In Gold über drei blauen Wellenleisten ein breiter, gemauerter blauer Zinnenturm mit geschlossenem Tor, auf dessen Zinnen ein rotes Eichhörnchen läuft.“ (Kommunale Wappenrolle Schleswig-Holstein)
5. ↑  Kronshagen: „In Silber auf grünem Rasen drei belaubte grüne Bäume. Im roten Schildhaupt eine goldene Krone.“ (Kommunale Wappenrolle Schleswig-Holstein)
6. ↑  Rendsburg: „In Silber über abwechselnd silbernen und blauen Wellen eine rote, freistehende Ziegelburg mit Zinnenmauer, drei mit blauen Spitzdächern versehenen Zinnentürmen, davon der mittlere etwas höher und breiter, und mit offenem Tor, darin das holsteinische Wappen (in Rot das silberne Nesselblatt).“ (Kommunale Wappenrolle Schleswig-Holstein)
7. ↑  Wasbek: „Durch einen schräglinken silbernen Wellenbalken von Grün und Rot geteilt. Vorn eine silberne Getreidegarbe mit fünf begrannten Ähren, hinten ein silbernes Wagenrad.“ (Kommunale Wappenrolle Schleswig-Holstein)
8. ↑  Amt Achterwehr: „In Silber ein gesenkter, schräglinker blauer Wellenbalken; oben ein roter Eichenzweig mit drei Blättern in seiner oberen und zwei abgebrochenen Blattstielen in seiner unteren Hälfte. In Silber ein gesenkter, schräglinker blauer Wellenbalken; oben ein roter Eichenzweig mit drei Blättern in seiner oberen und zwei abgebrochenen Blattstielen in seiner unteren Hälfte.“ (Kommunale Wappenrolle Schleswig-Holstein)
9. ↑  Achterwehr: „In Blau ein goldener Pfahl, begleitet rechts von einer gesenkten, links von einer erhöhten silbernen Wellenleiste; über der rechten und unter der linken Wellenleiste jeweils eine silberne Blüte mit drei spatelförmigen, spitz auslaufenden Blütenblättern.“ (Kommunale Wappenrolle Schleswig-Holstein)
10. ↑  Bredenbek: „In Rot ein breiter silberner Wellenbalken, der Figur nach belegt mit einem blauen Wellenbalken.“ (Kommunale Wappenrolle Schleswig-Holstein)
11. ↑  Felde: „Erhöht geteilt von Silber und Blau. Oben ein roter Räderpflug, unten ein silbernes Dreiblatt, dessen Mittelpunkt eine silberne Knospe bildet.“ (Kommunale Wappenrolle Schleswig-Holstein)
12. ↑  Krummwisch: „Von Blau und Grün durch einen breiten goldenen Balken, dieser mit fünf schräglinken grünen Laubbäumen belegt, schrägrechts geteilt. Oben eine goldene Krone, unten eine goldener Hirschkopf.“ (Kommunale Wappenrolle Schleswig-Holstein)
13. ↑  Melsdorf: „Von Blau und Rot durch einen silbernen Wellenbalken schräglinks geteilt. Oben eine silberne Biene mit ausgebreiteten Flügeln in Draufsicht, unten ein silbernes Großsteingrab.“ (Kommunale Wappenrolle Schleswig-Holstein)
14. ↑  Ottendorf: „Gespalten. Vorn von Silber und Rot im Zinnenschnitt schräg geteilt. Hinten in Blau schwebend das silberne, oberhalb des Tores der ortstypischen historischen Bauernhäuser angebrachte Holzgefüge, das in einem quadratischen Rahmen ein über eine Raute gelegtes Andreaskreuz zeigt (sog. Bauerntanz).“ (Kommunale Wappenrolle Schleswig-Holstein)
15. ↑  Quarnbek: „Unter gezinntem silbernen Schildhaupt in Rot über einen blau-silbernen Wellenschildfuß eine silberne Mühlenhaue.“ (Kommunale Wappenrolle Schleswig-Holstein)
16. ↑  Westensee: „Von Silber und Blau schräg geteilt. Oben ein sitzendes, in den Vorderpfoten eine schwarze Nuss haltendes rotes Eichhörnchen, unten fünf silberne Wellenfäden.“ (Kommunale Wappenrolle Schleswig-Holstein)
17. ↑  Amt Bordesholm: „In Silber ein rotes Bordesholmer Bauernhaus (Giebelseite), begleitet links und rechts von je einem grünen Lindenblatt. Im blauen Wellenschildfuß ein silbernes aufgeschlagenes Buch.“ (Kommunale Wappenrolle Schleswig-Holstein)
18. ↑  Bissee: „In Silber sechs blaue Wellenbalken, überdeckt mit einem golden gekrönten, golden bewehrten roten Bärenkopf.“ (Kommunale Wappenrolle Schleswig-Holstein)
19. ↑  Bordesholm: „In Gold über blauem Wellenschildfuß, dieser belegt mit einer silbernen Lilie, eine wachsende grüne Linde.“ (Kommunale Wappenrolle Schleswig-Holstein)
20. ↑  Brügge: „Von Blau und Rot durch einen silbernen Wellenbalken geteilt. Oben schwebend eine aus unbehauenen Granitsteinen gemauerte, oben mit einem Eisengeländer abschließende silberne Brücke, unten ein schwebenden, unterhalbes silbernes Wagenrad.“ (Kommunale Wappenrolle Schleswig-Holstein)
21. ↑  Grevenkrug: „In Grün ein schräglinker silberner Wellenbalken, begleitet oben von einer silbernen Grafenkrone, unten einer silbernen dickbauchigen Kanne.“ (Kommunale Wappenrolle Schleswig-Holstein)
22. ↑  Groß Buchwald: „Durch einen silbernen Wellenbalken von Grün und Rot geteilt. Oben drei silberne Laubbäume nebeneinander, unten ein unterhalbes silbernes Wagenrad.“ (Kommunale Wappenrolle Schleswig-Holstein)
23. ↑  Hoffeld: „Leicht bogenförmig gesenkt geteilt. Oben in Silber über einer blauen Lilie ein rotes Bordesholmer Bauernhaus zwischen zwei grünen Laubbäumen, unten von Grün und Gold achtmal gestürzt-fächerförmig gespalten.“ (Kommunale Wappenrolle Schleswig-Holstein)
24. ↑  Loop: „In Rot, darin oben zwei goldene Rohrkolben und unten zwei goldene Ähren, ein breiter schräglinker silberner Wellenbalken, darin zwischen zwei blauen Wellenfäden ein Büschel Eichenblätter mit drei goldenen Eicheln.“ (Kommunale Wappenrolle Schleswig-Holstein)
25. ↑  Mühbrook: „Im Wellenschnitt von Silber und Blau geteilt. Oben der rote Giebel eines Bordesholmer Bauernhauses zwischen zwei grünen Eichenblättern, unten ein übereck gestellter, mit der Deichsel nach vorn weisender zweirädriger silberner Karren.“ (Kommunale Wappenrolle Schleswig-Holstein)
26. ↑  Negenharrie: „Von Blau und Rot durch eine eingebogene silberne Spitze geteilt. Oben rechts eine silberne heraldische Lilie, oben links ein silberner Spaten, unten ein grüner gestürzter zwei-blättriger Lindenzweig.“ (Kommunale Wappenrolle Schleswig-Holstein)
27. ↑  Reesdorf: „In Grün über blauem Wappenschildfuß eine abgestuft gemauerte silberne Brücke, darüber ein schwarz bewehrter silberner Eisvogel.“ (Kommunale Wappenrolle Schleswig-Holstein)
28. ↑  Schmalstede: „In Gold rechts und links eine grüne Bogenflanke, darin rechts ein goldener Stechhelm und links ein goldenes Mühlrad. Unten ein grünes Bauernhaus.“ (Kommunale Wappenrolle Schleswig-Holstein)
29. ↑  Schönbek: „Von Blau und Rot durch einen silbernen Wellenbalken geteilt. Oben eine goldene Sonne, unten zwei gekreuzte silberne Torfspaten.“ (Kommunale Wappenrolle Schleswig-Holstein)
30. ↑  Sören: „In grün ein breiter schräglinker, oben und unten sich verjüngender goldener Schlangenbalken, oben ein schräggestelltes goldenes Buchenblatt, unten eine goldene Rapsblüte.“ (Kommunale Wappenrolle Schleswig-Holstein)
31. ↑  Wattenbek: „Durch einen silbernen Wellenbalken von Rot und Blau geteilt. Oben zwei im Umriss gleichförmige silberne Hausgiebel nebeneinander, der vordere von einem Bordesholmer Bauernhaus, der hintere von einem modernen Einfamilienhaus; unten drei wachsende silberne Rohrkolben nebeneinander.“ (Kommunale Wappenrolle Schleswig-Holstein)
32. ↑  Amt Dänischenhagen: „Geviert. 1 in Blau über einer durchgehenden silbernen Welle der silberne Spinnaker und das silberne Großsegel eines Segelbootes, 2 in Gold der wachsende rote Turm der Kirche in Dänischenhagen, 3 in Gold ein aus drei Tragsteinen und einem Deckstein bestehendes rotes Steingrab, 4 in Blau eine links schräg abgestufte silberne Zinnenmauer.“ (Kommunale Wappenrolle Schleswig-Holstein)
33. ↑  Dänischenhagen: „In Rot eine blaue, beiderseits mit einem silbernen Seil bordierte blaue Spitze, die mit dem wachsenden silbernen Kirchturm der Dänischenhagener Kirche belegt ist. Im vorderen Obereck drei fächerförmig gestellte silberne Eichenblätter, im hinteren ein silberner Mühlenstein.“ (Kommunale Wappenrolle Schleswig-Holstein)
34. ↑  Noer: „Unter gezinntem blauen Schildhaupt von Gold und Grün durch abgerundete linke Schrägstufe geteilt. Oben ein Wagenrad mit zwölf Speichen, unten ein gestürztes Lindenblatt mit einem Blütenstand in verwechselten Farben.“ (Kommunale Wappenrolle Schleswig-Holstein)
35. ↑  Schwedeneck: „Erhöht von Blau und Gold im Wellenschnitt schräglinks geteilt. Oben ein schräglinker Wellenfaden unweit der Teilungslinie, unten ein aus drei Tragsteinen und einem Deckstein bestehendes Steingrab in verwechselten Farben.“ (Kommunale Wappenrolle Schleswig-Holstein)
36. ↑  Strande: „Über silbernem, mit drei blauen Wellenfäden belegtem Wellenschildfuß in Blau der Spinnaker und das silberne Großsegel eines Segelbootes, der Spinnaker mit waagerechten gold-rot-goldenen Bahnen.“ (Kommunale Wappenrolle Schleswig-Holstein)
37. ↑  Amt Dänischer Wohld: „In Rot ein silbernes Kreuz, schildbordartig überdeckt von einem goldenen Schild, darin über einem blauen Wellenschildfuß ein grüne Eiche mit acht Blättern.“ (Kommunale Wappenrolle Schleswig-Holstein)
38. ↑  Felm: „In Blau, darin drei silberne Laubblätter, über blauem Wellenschildfuß, darin zwei silberne mit einem silbernen Pfahl mittig verbundene Wellenbalken, ein goldener abgeflachter Dreiberg, darin ein grüner Sonnentau.“ (Kommunale Wappenrolle Schleswig-Holstein)
39. ↑  Gettorf: „In Blau ein gewellter goldener Berg, davor ein roter spätgotischer Kirchturm mit achtseitigem silbernen Helm. Beiderseits desselben je ein schwebender, bewurzelter silberner Eichbaum.“ (Kommunale Wappenrolle Schleswig-Holstein)
40. ↑  Lindau: „Von Gold und Grün im Wellenschnitt erhöht geteilt. Oben ein mit der Spitze nach vorn weisendes grünes Lindenblatt mit Fruchtstand, unten - leicht nach hinten versetzt - ein silberner Feldstein, oben rechts begleitet von einem dreimal silbern-rot geteilten Schildchen.“ (Kommunale Wappenrolle Schleswig-Holstein)
41. ↑  Neudorf-Bornstein: „Von Gold und Rot im Wellenschnitt geteilt, oben ein grünes Giebelbrett mit einer rautenförmigen goldenen Fensterlucke, unten ein aus Werkstein gemauerter silberner, blau gefüllter Brunnen mit breitem Rand.“ (Kommunale Wappenrolle Schleswig-Holstein)
42. ↑  Neuwittenbek: „In Blau über einem silbernen Wellenbalken und unter einem silbernen Sparren ein Bauernhaus in Frontalsicht mit silbernem Dach, Türen und Fachwerk und roter Mauerung.“ (Kommunale Wappenrolle Schleswig-Holstein)
43. ↑  Osdorf: „In Silber jeweils zwei Viertel eines roten Wagenrades und eines roten Mühlrades, schragenweise mit der Nabe auf einen gemeinsamen Mittelpunkt weisend aneinandergestellt; in den Oberecken zwei grüne Eichenzweige, jeweils aus zwei Blättern und einer Frucht bestehend.“ (Kommunale Wappenrolle Schleswig-Holstein)
44. ↑  Schinkel: „In Silber unter einem blauen Wellenbalken ein flacher, erhöhter blauer Sparren, der die Giebelseite eines roten steinernen Hauses einschließt mit Treppengiebel, drei gotischen Fenstern im Dachgeschoss, das mittlere höher, und einem spitzgiebeligen Vorhaus.“ (Kommunale Wappenrolle Schleswig-Holstein)
45. ↑  Tüttendorf: „Von Grün und Silber im Bogenschnitt zum Schildhaupt gesenkt geteilt. Oben ein goldenes Bauernhaus, rechts und links oben von je einem nach innen gestellten silbernen Eichenblatt begleitet, unten flammende Holzkohle aus acht schwarz-silbernen Scheiten und fünf goldenen Flammen mit rotem Bord.“ (Kommunale Wappenrolle Schleswig-Holstein)
46. ↑  Bovenau: „Von Rot und Silber stufengiebelförmig schräglinks geteilt. Oben eine silberne verzierte Schale, unten ein blauer Abendmahlskelch.“ (Kommunale Wappenrolle Schleswig-Holstein)
47. ↑  Haßmoor: „In Grün ein ruhender goldener Damhirsch unter drei schwebenden silbernen Rohrkolben 1 : 2.“ (Kommunale Wappenrolle Schleswig-Holstein)
48. ↑  Ostenfeld (Rendsburg): „Geteilt. Oben in Rot eine oberhalbe, strahlende goldene Sonne an der Teilungslinie, unten von Grün und Gold sechsmal gestürzt-fächerförmig gespalten.“ (Kommunale Wappenrolle Schleswig-Holstein)
49. ↑  Osterrönfeld: „In Gold ein blauer Schrägwellenbalken; darüber ein achtspeichiges rotes Wagenrad, darunter ein ornamentiertes, eisenzeitliches schwarzes Keramikgefäß, eingeschlossen von acht 4 : 4 gestellten roten Dreiecken.“ (Kommunale Wappenrolle Schleswig-Holstein)
50. ↑  Rade b. Rendsburg: „Durch einen silbernen Balken von Grün und Blau geteilt. Oben zwei gekreuzte goldenen Ähren, unten sechs goldenen Ziegelsteine 3 : 2 : 1.“ (Kommunale Wappenrolle Schleswig-Holstein)
51. ↑  Schacht-Audorf: „In Silber unter einem erhöhten blauen Sparren auf blauem Schildfuß mit vier 2 : 2 gestellten, flachen Zinnen der blaue Rumpf eines (modernen) Seeschiffes (ohne Aufbauten) in Frontalansicht.“ (Kommunale Wappenrolle Schleswig-Holstein)
52. ↑  Schülldorf: „Von Rot und Silber im Verhältnis 1 : 2 stufengiebelförmig (zwei Stufen) geteilt. Oben drei silberne Ähren nebeneinander; unten zwei blaue Fische übereinander.“ (Kommunale Wappenrolle Schleswig-Holstein)
53. ↑  Blumenthal: „Unter grünem Wellenschildhaupt, darin ein silberner Wellenbalken, in Gold zwei abgewendete Blumen mit fiederspaltigen grünen Blättern und jeweils einer vierteiligen roten Blüte mit silbernen Staubgefäßen.“ (Kommunale Wappenrolle Schleswig-Holstein)
54. ↑  Böhnhusen: „Von Grün und Gold gleichmäßig geteilt. Oben ein silberner Giebel, unten über einem blauen Wellenfaden zwei gestürzte, gekreuzte grüne Birkenzweige mit jeweils drei Blättern.“ (Kommunale Wappenrolle Schleswig-Holstein)
55. ↑  Flintbek: „Durch einen im Verhältnis 3 : 1 geteilten, oben blauen, unten silbernen Wellenbalken von Silber und Grün geteilt. Oben drei aufrechte, gestielte grüne Eichenblätter nebeneinander, unten ein mit der Schneide nach unten weisendes geschäftetes silbernes Flintbeil.“ (Kommunale Wappenrolle Schleswig-Holstein)
56. ↑  Mielkendorf: „Erhöht geteilt von Gold und Grün mit dreimal spitz ausgebogener Teilungslinie. Oben zwei grüne Eichenblätter, unten ein silberner Wellenbalken.“ (Kommunale Wappenrolle Schleswig-Holstein)
57. ↑  Molfsee: „In Grün ein schrägrechter, gewellter silberner Drillingsbalken, begleitet oben von einer nach links fliegenden silbernen Möwe, unten von drei silbernen Erlenblättern.“ (Kommunale Wappenrolle Schleswig-Holstein)
58. ↑  Rodenbek: „Durch einen geteilten, oben blauen, unten silbernen Wellenbalken von Silber und Grün gesenkt geteilt. Oben ein blauer auffliegender Eisvogel, unten eine goldene Korngarbe mit sechs Ähren.“ (Kommunale Wappenrolle Schleswig-Holstein)
59. ↑  Rumohr: „In Grün ein gesenkter silberner Wellenbalken, aus dem zwei silberne Rohrkolben mit schwarzem Samenstand hervorwachsen; zwischen den Rohrkolben zwei abgewendete silberne Reiher.“ (Kommunale Wappenrolle Schleswig-Holstein)
60. ↑  Schierensee: „Durch einen silbernen Schrägwellenbalken von Grün und Blau geteilt. Oben drei goldene Ähren schrägbalkenweise, unten ein nach links schwimmender silberner Hecht.“ (Kommunale Wappenrolle Schleswig-Holstein)
61. ↑  Schönhorst: „In Blau ein erhöhter abgeflachter goldener Dreiberg, darauf über zwei abgewendete rote gezäumte Pferdeköpfe ein grüner fünfblättriger Eichenbaum zwischen zwei grünen dreiblättrigen Laubbäumen, bei denen jeweils zwei Blätter nach außen weisen.“ (Kommunale Wappenrolle Schleswig-Holstein)
62. ↑  Techelsdorf: „Schräglinks im Wellenschnitt geteilt. Oben in Silber ein rot gezungter schwarzer Eberkopf, unten in Blau ein silbernes Mühlrad.“ (Kommunale Wappenrolle Schleswig-Holstein)
63. ↑  Alt Duvenstedt: „In Grün ein gesenkter silberner Wellenbalken, begleitet oben von einem goldenen Mühlrad, unten von den oberen Hälften von drei goldenen Rohrkolben.“ (Kommunale Wappenrolle Schleswig-Holstein)
64. ↑  Fockbek: „In Rot ein schrägrechter silberner Wellenbalken, nach der Figur belegt mit einem blauen Hering und einem blauen, den Hering verfolgenden Aal.“ (Kommunale Wappenrolle Schleswig-Holstein)
65. ↑  Nübbel: „In Grün ein breiter silberner Wellenbalken, belegt mit einem zweimastigen schwarzen Segelschiff.“ (Kommunale Wappenrolle Schleswig-Holstein)
66. ↑  Rickert: „Erhöht geteilt von Grün und Gold. Oben ein Rad und eine übereck gestellte Egge, unten eine bewurzelte Doppeleiche in verwechselten Farben.“ (Kommunale Wappenrolle Schleswig-Holstein)
67. ↑  Amt Hohner Harde: „In Gold ein erhöhter grüner Dreiberg, belegt mit einer auf einem Sockel stehenden, sich nach oben verjüngenden vierkantigen goldenen Säule, auf der oben ein goldener Hahn steht, beiderseits begleitet von jeweils sechs goldenen Eichenblättern in der Stellung 2 : 2 : 2.“ (Kommunale Wappenrolle Schleswig-Holstein)
68. ↑  Bargstall: „In Gold ein erhöhter grüner Dreiberg, geteilt von einem goldenen Schrägwellenbalken, oben ein goldenes Eichblatt, unten eine goldene Urne.“ (Kommunale Wappenrolle Schleswig-Holstein)
69. ↑  Breiholz: „In Blau zwischen zwei silbernen Wellenbalken drei bewurzelte silberne Eichbäume nebeneinander.“ (Kommunale Wappenrolle Schleswig-Holstein)
70. ↑  Christiansholm: „In Grün ein goldener rechter Bogenpfahl, rechts begleitet von einem goldenen Torfmesser und links von einer goldenen Bügelkrone.“ (Kommunale Wappenrolle Schleswig-Holstein)
71. ↑  Elsdorf-Westermühlen: „Schräglinks geteilt von Silber und Grün. Oben ein früchtetragender Erlenzweig, unten ein im unteren Viertel von einem Wellenbalken überdecktes Mühlrad in verwechselten Farben.“ (Kommunale Wappenrolle Schleswig-Holstein)
72. ↑  Friedrichsgraben: „In Grün ein schräglinker silberner Wellenbalken, begleitet oben von einer silbernen Königskrone und unten von einem stehenden silbernen Fuchs.“ (Kommunale Wappenrolle Schleswig-Holstein)
73. ↑  Friedrichsholm: „In Gold über einem grünen Hügel eine grüne Königskrone, beiderseits begleitet von einem grünen Torfmesser. Der grüne Hügel ist belegt mit einem Mauerteil bestehend aus 14 goldenen Ziegeln 2 : 3 : 4 : 3 : 2.“ (Kommunale Wappenrolle Schleswig-Holstein)
74. ↑  Hamdorf: „In Grün ein schräglinker silberner Wellenbalken, begleitet oben von einem fliegenden silbernen Reiher, unten von einer silbernen Urne.“ (Kommunale Wappenrolle Schleswig-Holstein)
75. ↑  Hohn: „Gespalten von Blau und Gold. Vorn ein Hahn, hinten ein wachsender, oben mit einem Eichenblatt besteckter blauer Dreiberg in verwechselten Farben.“ (Kommunale Wappenrolle Schleswig-Holstein)
76. ↑  Königshügel: „Unter eingebogenem silbernen Schildhaupt in Grün eine goldene Krone, begleitet rechts von einem schwebenden silbernen Torfmesser und links von einem schwebenden silbernen Torfspaten, darunter ein silberner Wellenbalken mit einem silbernen Boot.“ (Kommunale Wappenrolle Schleswig-Holstein)
77. ↑  Lohe-Föhrden: „In Grün ein silberner schräg-linker Wellenbalken, oben ein silberner dreiblättriger Eichenzweig, unten zwei gekreuzte aufrechte silberne Schwerter.“ (Kommunale Wappenrolle Schleswig-Holstein)
78. ↑  Prinzenmoor: „In Grün ein schräglinker silberner Wellenbalken, begleitet oben von einer goldenen Krone, unten von einem silbernen hölzernen Torfspatenblatt mit eiserner Bewehrung. Unter der Krone ein enghalsiges, bauchiges silbernes Glasgefäß.“ (Kommunale Wappenrolle Schleswig-Holstein)
79. ↑  Sophienhamm: „In Grün unter einer goldenen Königskrone ein silbernes Spatenblatt, beiderseits erhöht begleitet von einem silbernen Buchenblatt.“ (Kommunale Wappenrolle Schleswig-Holstein)
80. ↑  Amt Hüttener Berge: „In Gold, wurzelnd in drei grünen Hügeln, von denen der mittlere erniedrigt ist, drei hohe grüne Eichbäume. Zwischen den Stämmen ein springender roter Hirsch.“ (Kommunale Wappenrolle Schleswig-Holstein)
81. ↑  Ahlefeld-Bistensee: „In Blau ein erhöhter, beiderseits im Schildrand verschwin-dender goldener Dreiberg, belegt mit vier grünen Binsen, deren mittlere überhöht sind. Im erhöhten blauen Schildfuß ein silbernen Fisch (Zander).“ (Kommunale Wappenrolle Schleswig-Holstein)
82. ↑  Ascheffel: „In Blau ein erhöhter goldener Dreiberg, darauf über einem blauen Wellenbalken ein blaues, von zwei begrannten blauen Getreideähren begleitetes Scheffelmaß.“ (Kommunale Wappenrolle Schleswig-Holstein)
83. ↑  Borgstedt: „In Grün ein schräglinker silberner Wellenbalken, begleitet oben von einem goldenen Dingstock, unten von einem goldenen Rad mit acht Speichen. Der Dingstock besteht aus einem kurzen Schaft, der oben in drei Ösen endet, durch die jeweils ein Ring gezogen ist.“ (Kommunale Wappenrolle Schleswig-Holstein)
84. ↑  Brekendorf: „Von Gold und Blau im Dreibergschnitt geteilt. Oben eine Ameise, unten eine kreisrunde ornamentierte Zierscheibe in verwechselten Farben.“ (Kommunale Wappenrolle Schleswig-Holstein)
85. ↑  Bünsdorf: „Über blau-silbernem Wellenschildfuß in Gold die rote neugotische Fassade der Bünsdorfer Kirche, seitlich begleitet von vier 2 : 2 gestellten grünen Eichenblättern.“ (Kommunale Wappenrolle Schleswig-Holstein)
86. ↑  Damendorf: „In Blau auf goldenem Dreiberg, dieser belegt mit einem aus drei Tragsteinen und einer flachen Deckplatte bestehenden blauen Steingrab, ein steigender goldener Wolf zwischen zwei goldenen Eichbäumen.“ (Kommunale Wappenrolle Schleswig-Holstein)
87. ↑  Groß Wittensee: „Über silbernen und blauen Wellen in Blau ein flachgewölbter, erhöhter, beidseitig im Schildrand verschwindender silberner Dreiberg, belegt mit drei balkenweise angeordneten, bewurzelten grünen Laubbäumen.“ (Kommunale Wappenrolle Schleswig-Holstein)
88. ↑  Haby: „Unter grünem Schildhaupt, darin drei silberne Hufeisen mit nach unten gekehrten Stollen, in Silber drei fächerförmig gestellte, an ihren Enden gekreuzte grüne Stengel der Wildrose, von denen der mittlere zwei rote Hagebutten, die beiden äußeren jeweils fünf grüne Blätter tragen.“ (Kommunale Wappenrolle Schleswig-Holstein)
89. ↑  Holtsee: „Über blau-silbernen Wellen in Gold ein grüner Eichbaum.“ (Kommunale Wappenrolle Schleswig-Holstein)
90. ↑  Holzbunge: „In Blau unter zwei nach innen geneigten silbernen Buchenblättern und über zwei mit den Stielen überkreuz gestellten, eine gestielte Eichel einschließenden silbernen Eichenblättern eine giebelständige silberne Fachwerkkate.“ (Kommunale Wappenrolle Schleswig-Holstein)
91. ↑  Osterby: „In Grün ein silberner Wellenbalken, begleitet oben von einer oberhalben, strahlenden goldenen Sonne, unten von einem silbernen Haarknoten (Suebenknoten).“ (Kommunale Wappenrolle Schleswig-Holstein)
92. ↑  Owschlag: „Von Silber und Blau geteilt. Oben ein Birkhahn in natürlicher Tingierung, unten ein unterhalbes, achtspeichiges goldenes Mühlrad.“ (Kommunale Wappenrolle Schleswig-Holstein)
93. ↑  Sehestedt: „In Blau eine silberne Seerosenblüte mit goldenem Blütengrund, umgeben von drei kleeblattförmig gestellten silbernen Seerosenblättern.“ (Kommunale Wappenrolle Schleswig-Holstein)
94. ↑  Amt Jevenstedt: „Geteilt. Oben in Rot ein mit einem goldenen Schwert überdeckter, widersehender silberner Lindwurm, unten von Silber und Rot neunmal zur Schildmitte geständert.“ (Kommunale Wappenrolle Schleswig-Holstein)
95. ↑  Brinjahe: „Über einer gesenkten roten Spitze, diese belegt mit 5 silbernen Schwarzerlenblättern 2 : 3, in Silber ein linksgewendeter springender roter Hirsch.“ (Kommunale Wappenrolle Schleswig-Holstein)
96. ↑  Haale: „Über rotem Flachzinnenschildfuß in Silber eine eingebogene gestürzte blaue Spitze, darin drei silberne fliegende Vögel.“ (Kommunale Wappenrolle Schleswig-Holstein)
97. ↑  Hamweddel: „Von Silber und Rot im Wellenschnitt schräglinks geteilt. Oben ein rotes Wagenrad, unten drei silberne Laubbäume.“ (Kommunale Wappenrolle Schleswig-Holstein)
98. ↑  Jevenstedt: „Von Silber und Rot im Wellenschnitt geteilt. Oben ein mit einem goldenen Schwert überdeckter, widersehender Lindwurm, unten ein Göpel in verwechselten Farben.“ (Kommunale Wappenrolle Schleswig-Holstein)
99. ↑  Schülp b. Rendsburg: „In Rot ein schmalerer silberner Wellenbalken über einem silbernen Balken; oben ein goldener Schiffsrumpf auf einer (einfachen) Helling. Im Schildfuß ein goldener Dreiberg.“ (Kommunale Wappenrolle Schleswig-Holstein)
100. ↑  Stafstedt: „Von Silber und Rot im Wellenschnitt schräg geteilt. Oben ein roter Ochsenkopf, unten ein silbernes Bauernhaus mit rotem Fachwerk.“ (Kommunale Wappenrolle Schleswig-Holstein)
101. ↑  Westerrönfeld: „In Blau ein goldener Pfahl, gekreuzt und an der Kreuzungsstelle überdeckt mit einem silbernen Wellenbalken; im ersten Viertel ein silbernes Wagenrad mit acht Speichen, im vierten Viertel ein gestürzter silberner Anker.“ (Kommunale Wappenrolle Schleswig-Holstein)
102. ↑  Amt Mittelholstein: „In Blau ein goldener Kranz mit zehn nach außen gewendeten dreiblättrigen Kleeblättern.“ (Kommunale Wappenrolle Schleswig-Holstein)
103. ↑  Arpsdorf: „Von Grün und Silber gespalten. In vertauschten Farben oben - die Spaltungslinie überdeckend - die Giebelfront eines bäuerlichen Fachwerkhauses mit verbrettertem Giebel, unten unter einem Wellenbalken zwei auswärts gewendete Eichenblätter.“ (Kommunale Wappenrolle Schleswig-Holstein)
104. ↑  Aukrug: „In Grün über silbernem Wellenbalken ein silbernes Rad mit vier Speichen (Radkreuz), belegt in der Mitte und an den vier äußeren Enden der Speichen mit zusammen fünf roten, mit goldenen Samenkapseln und goldenen Kelchblättern versehenen Rosenblüten.“ (Kommunale Wappenrolle Schleswig-Holstein)
105. ↑  Beldorf: „Unter silbernem Schildhaupt, darin die stilisierte Grünentaler Kanalhochbrücke mit roten Pfeilern, blauer Fahrbahn und blauem Tragwerk, in Grün eine bewurzelte goldene Doppeleiche.“ (Kommunale Wappenrolle Schleswig-Holstein)
106. ↑  Bendorf: „Von Grün und Silber schräglinks im Wellenschnitt geteilt. Oben ein silberner Pferdekopf, unten ein rotes Mühlrad.“ (Kommunale Wappenrolle Schleswig-Holstein)
107. ↑  Bornholt: „In Silber ein schräglinker blauer Balken, oben ein grüner Laubbaum, unten ein roter bedachter Brunnen mit schwarzem Eimer an der schwarzen Kurbel.“ (Kommunale Wappenrolle Schleswig-Holstein)
108. ↑  Beringstedt: „In Grün ein silberner aufrecht stehender Findling, darüber ein goldenes Ulmenblatt mit links und rechts je einem goldenen Eichenblatt.“ (Kommunale Wappenrolle Schleswig-Holstein)
109. ↑  Ehndorf: „Von Gold und Grün im Wellenschnitt geteilt. Oben nebeneinander drei Eichenblätter, unten drei schwebende Grabhügel 2 : 1 in verwechselten Farben.“ (Kommunale Wappenrolle Schleswig-Holstein)
110. ↑  Gokels: „Von Grün und Rot durch einen silbernen, mit drei schwarzen Steinen der Figur nach belegten Wellenbalken geteilt. Oben ein aus zwei Tragsteinen und einem Deckstein bestehendes silbernes Steingrab, unten ein dreifüßiger goldener Grütztopf mit aufrecht stehendem Henkel.“ (Kommunale Wappenrolle Schleswig-Holstein)
111. ↑  Grauel: „Von Grün und Gold in Schlangenlinienteilung erhöht geteilt, oben links je ein goldenes Buchen- und Eichenblatt, unten flammende Holzkohle aus neun schwarz-silbernen Scheiten und sechs silbernen Flammen mit rotem Bord.“ (Kommunale Wappenrolle Schleswig-Holstein)
112. ↑  Hanerau-Hademarschen: „In Silber, aus blauem, durch Wellenschnitt abgeteiltem Schildfuß wachsend, der heilige Severin in rotem Messgewand, mit goldener Bischofsmütze, goldenem Bischofsstab in der Linken und goldenem, turmlosen Kirchenmodell in der Rechten, oben rechts begleitet von einem roten Tatzenkreuz; im Schildfuß von links nach rechts ein silbern gerüsteter Arm, der ein goldenes, bewurzeltes Eichbäumchen hält.“ (Kommunale Wappenrolle Schleswig-Holstein)
113. ↑  Heinkenborstel: „In Silber, darin über einem grün-silbernen Wellenbalken ein blauer, golden bewehrter und bekrönter schreitender Löwe mit roter Zunge, ein roter abgeflachter Dreiberg, darin drei silberne Bauernhausgiebel über einem silber-blauem Wellenschildfuß.“ (Kommunale Wappenrolle Schleswig-Holstein)
114. ↑  Hohenwestedt: „Im blau-silbern gespaltenen Schild ein Radtatzenkreuz in verwechselten Farben.“ (Kommunale Wappenrolle Schleswig-Holstein)
115. ↑  Meezen: „Unter goldenem Wellenschildhaupt und über silbernem Wellenschildfuß, darin ein blauer Wellenbalken, in Grün zwei gekreuzte goldene Sensen, darüber zwei gekreuzte silberne Birkenzweige.“ (Kommunale Wappenrolle Schleswig-Holstein)
116. ↑  Nienborstel: „Von Gold und Grün im Schlangenschnitt leicht gesenkt geteilt, darauf ein vierblättriger Laubbaum in verwechselten Farben.“ (Kommunale Wappenrolle Schleswig-Holstein)
117. ↑  Nindorf: „Über grünem Schildfuß ein goldener Hügel auf blauem Grund, überdeckt von einem silbernen, oben offenen und links und rechts in einem Laubblatt endenden Ring, aus dem fünf schmale, nach oben der Hügellinie entlang verstutzte, auf Grün silberne, auf Gold blaue Pfähle wachsen.“ (Kommunale Wappenrolle Schleswig-Holstein)
118. ↑  Oldenbüttel: „Von Blau und Grün durch zwei silberne Wellenbalken leicht gesenkt geteilt, oben eine silbern-schwarze Kettenfähre, unten drei silberne Häuser 2 : 1.“ (Kommunale Wappenrolle Schleswig-Holstein)
119. ↑  Osterstedt: „Von Grün und Gold im Wellenschnitt schrägrechts geteilt. Oben eine zur Teilung schwebende, halbe goldene Sonne, unten ein zwei zur Teilung fächerförmig gestellte grüne Weißdornblätter mit einem zum Schildfuß weisenden mit drei roten Früchten versehenen grünen Zweig.“ (Kommunale Wappenrolle Schleswig-Holstein)
120. ↑  Padenstedt: „In Silber ein blauer Wellenbalken, begleitet oben von einem bewurzelten grünen Eichbaum, unten von einem roten Hufeisen mit den Stollen nach oben.“ (Kommunale Wappenrolle Schleswig-Holstein)
121. ↑  Rade b. Hohenwestedt: „Über goldenem, durch einen blauen Wellenbalken abgeteilten Schildfuß in Grün eine silberne Spitze, darin ein rotes Mühlrad mit schwarzer Radnabe. Oben rechts zwei goldene Ähren, oben links ein goldener Pferdekopf.“ (Kommunale Wappenrolle Schleswig-Holstein)
122. ↑  Remmels: „Unter eingebogenem goldenen Schildhaupt in Grün ein silberner Wasserturm mit einem roten in das Schildhaupt ragenden Dach, begleitet rechts und links von je einem silbernen Ahornblatt, darunter ein goldenes Posthorn.“ (Kommunale Wappenrolle Schleswig-Holstein)
123. ↑  Seefeld: „Von Blau und Grün durch einen schrägen silbernen Wellenbalken leicht gesenkt geteilt, oben ein oberhalbes silbernes Wagenrad, unten eine goldene Haferähre und ein goldenes Lindenblatt mit einem Samenstand.“ (Kommunale Wappenrolle Schleswig-Holstein)
124. ↑  Steenfeld: „Unter silbernem, durch einen blauen Balken abgeteiltem Schildhaupt, darin drei grüne Feldsteine, von Silber und Grün zehnmal gestürzt-fächerförmig gespalten.“ (Kommunale Wappenrolle Schleswig-Holstein)
125. ↑  Tappendorf: „In Silber ein roter, mit einer goldenen Krone, deren sechs Zacken mit einer Perle besteckt sind, belegter Balken. Über diesem eine rote Mauerkrone mit sechs Zinnen, unter ihm ein blauer Schlüssel mit dem Bart links oben.“ (Kommunale Wappenrolle Schleswig-Holstein)
126. ↑  Thaden: „In Silber auf einem grünen Hügel, darin ein goldener Zuber (Himpten), drei grüne Buchen.“ (Kommunale Wappenrolle Schleswig-Holstein)
127. ↑  Todenbüttel: „Von Blau und Silber schräglinks im Wellenschnitt geteilt mit zwei Eichenblättern in verwechselten Farben.“ (Kommunale Wappenrolle Schleswig-Holstein)
128. ↑  Wapelfeld: „In Gold ein erhöhter schräglinker durchbrochener blauer Wellenbalken, oben rechts ein rotes Rad, unten links über einem im Schildfuß wachsenden grünen Palisadenzaun eine grüne Binse.“ (Kommunale Wappenrolle Schleswig-Holstein)
129. ↑  Amt Nortorfer Land: „In Gold ein ausgerissener, oben abgeschnittener, wiederbelaubter grüner Eichenstamm mit achtzehn Wurzelenden, begleitet rechts von zwei einwärts gekehrten blauen Karpfen übereinander, links von einem blauen Adlerflügel.“ (Kommunale Wappenrolle Schleswig-Holstein)
130. ↑  Bargstedt: „In Silber ein oben abgeflachter, grüner Hügel, darin ein aus drei Tragsteinen und einer Deckplatte bestehendes Steingrab, darüber ein schwebendes rotes Haus, begleitet rechts von einem grünen Buchenblatt und links von einem grünen Eichenblatt.“ (Kommunale Wappenrolle Schleswig-Holstein)
131. ↑  Bokel: „In Rot eine eingebogene silberne Spitze, die mit einem blauen Wellenbalken, der ein blaues Mühlrad im unteren Viertel überdeckt, belegt und vorn von einem aufrechten silbernen Buchenblatt, hinten von einer silbernen Plackenhaue (ohne Stiel) begleitet ist.“ (Kommunale Wappenrolle Schleswig-Holstein)
132. ↑  Borgdorf-Seedorf: „In Silber eine schwebende, aus einer Zinnenmauer mit drei Zinnentürmen, der mittlere überhöht, bestehende rote Burg über einem grünen bronzezeitlichen Rasiermesser mit dem spiralförmigen Griff links unten. Im blauen Wellenschildfuß ein silberner Fisch. Das Rasiermesser ist (offenbar) mit einer Darstellung von Thors Kampf mit der Midgardschlange geschmückt.“ (Kommunale Wappenrolle Schleswig-Holstein)
133. ↑  Brammer: „In Grün über silbernem Wellenbalken eine silberne Brombeerranke mit zehn Blättern an zwei Blattständen und fünf Beeren. “ (Kommunale Wappenrolle Schleswig-Holstein)
134. ↑  Dätgen: „Von Grün und Gold gespalten, darauf ein von einer Getreideähre rechts und einem Rohrkolben links begleiteter bewurzelter Laubbaum in verwechselten Farben.“ (Kommunale Wappenrolle Schleswig-Holstein)
135. ↑  Eisendorf: „Von Blau und Gold im Schindelschnitt gespalten, rechts ein goldenes Steinbeil, links ein blaues Eichenblatt.“ (Kommunale Wappenrolle Schleswig-Holstein)
136. ↑  Ellerdorf: „In Grün ein schräglinker silberner Wellenbalken, begleitet oben von einem silbernen Erlenzweig, unten von einem silbernen Steinbeil mit dem schräglinks gestellten Schaft oben und der Schneide nach außen.“ (Kommunale Wappenrolle Schleswig-Holstein)
137. ↑  Emkendorf: „Unter silbernem Zinnenschildhaupt in Rot ein silbernes, eine Eichel in den Pfoten haltendes Eichhörnchen, begleitet von drei bewurzelten silbernen Lindenbäumen in der Stellung 2 : 1.“ (Kommunale Wappenrolle Schleswig-Holstein)
138. ↑  Gnutz: „In Gold eine eingebogene grüne Spitze, darin eine silberne Kirche, begleitet vorn von einer aufrechten prähistorischen grünen Streitaxt, hinten von einem grünen Buchweizenzweig mit Blüten.“ (Kommunale Wappenrolle Schleswig-Holstein)
139. ↑  Groß Vollstedt: „Von Silber und Grün geteilt. Oben zwei fächerförmig gestellte, durch einen gemeinsamen Stiel miteinander verbundene Eichenblätter, unten ein aus drei Trag- und einem Deckstein bestehendes Megalithgrab in verwechselten Farben.“ (Kommunale Wappenrolle Schleswig-Holstein)
140. ↑  Krogaspe: „In Silber unter drei nebeneinander stehenden, aufrechten, gestielten grünen Espenblättern die torlose rote Giebelseite eines niedersächsischen Bauernhauses mit schwarzem Fachwerk.“ (Kommunale Wappenrolle Schleswig-Holstein)
141. ↑  Langwedel: „In Rot ein erhöhter silberner Wellenbalken, begleitet oben von einem liegenden silbernen Schwert, unten von einem wachsenden silbernen Krummstab.“ (Kommunale Wappenrolle Schleswig-Holstein)
142. ↑  Nortorf: „Geteilt und oben gespalten. Vorn in Silber ein blaues Zahnrad, hinten in Blau auf goldener Scholle ein Bündel von fünf goldenen Ähren und goldenen Blättern; unten in Rot auf golden gezäumtem silbernen Ross der silbern gekleidete heilige Martin mit Mitra und Schwert, darunter auf silbernem Boden sitzend ein silberner Bettler mit goldener Krücke.“ (Kommunale Wappenrolle Schleswig-Holstein)
143. ↑  Oldenhütten: „In Grün mit einem goldenen geschindelten Bord ein schräglinker goldener Wellenbalken, oben eine goldene Hirschgeweihstange, unten eine goldene Hütte.“ (Kommunale Wappenrolle Schleswig-Holstein)
144. ↑  Schülp b. Nortorf: „Auf silbernem Hügel, der mit einem aus zwei Tragsteinen und einer Deckplatte bestehenden schwarzen Steingrab belegt ist, in Schwarz drei silberne, aus je zwei Blättern und einem Samenstand bestehende Rohrkolben.“ (Kommunale Wappenrolle Schleswig-Holstein)
145. ↑  Timmaspe: „In Silber ein grüner Schildhauptpfahl, links und rechts begleitet von je einem grünen Espenblatt.“ (Kommunale Wappenrolle Schleswig-Holstein)
146. ↑  Warder: „Über blau-silbernen Wellen in Blau ein mit einem blauen Steingrab belegter silberner Hügel. In den Oberecken jeweils ein achtspeichiges silbernes Mühlrad.“ (Kommunale Wappenrolle Schleswig-Holstein)
147. ↑  Amt Schlei-Ostsee: „In Blau zwei rotbewehrte, zugewendete silberne schwimmende Schwäne, darüber eine goldene heraldische Krone mit drei roten Edelsteinen.“ (Kommunale Wappenrolle Schleswig-Holstein)
148. ↑  Altenhof: „Von Silber und Rot im Zinnenschnitt schräglinks geteilt. Oben und unten jeweils ein schräggestelltes Eschenblatt in verwechselten Farben, das rechte gestürzt.“ (Kommunale Wappenrolle Schleswig-Holstein)
149. ↑  Barkelsby: „Unter dreimal eingebogenen blauen Schildhaupt in Gold ein grüner Eichenbaum mit drei Eicheln, dessen Stamm mit einem blauen Wellenbalken hinterlegt ist.“ (Kommunale Wappenrolle Schleswig-Holstein)
150. ↑  Brodersby: „In Gold eine erhöhte eingebogene blaue Spitze. Oben rechts ein dreiblättriger grüner Eichenzweig, oben links drei gefächerte grüne Ähren. Unten über fünf silbernen Wellenfäden ein silberner Schwan.“ (Kommunale Wappenrolle Schleswig-Holstein)
151. ↑  Damp: „In Blau ein Sportsegelboot mit rot-silbernem Rumpf, silbernen Segeln und rotem Wimpel, in den Oberecken begleitet von einem linksgewendeten goldenen Ritterhelm mit geöffnetem Visier rechts und einer goldenen Weizenähre links.“ (Kommunale Wappenrolle Schleswig-Holstein)
152. ↑  Dörphof: „Von Rot und Blau durch einen breiten silbernen Wellenbalken leicht gesenkt geteilt. Oben drei fächerförmig gestellte goldene Ähren, unten ein rot bewehrter, silberner Schwan.“ (Kommunale Wappenrolle Schleswig-Holstein)
153. ↑  Fleckeby: „Durch eine bewegte silberne Welle geteilt von Blau und Rot, überdeckt mit einem bewurzelten mit zwei Blättern wieder ausgeschlagenen goldenen Eichenstumpf. Die Blätter schließen einen mit der spitzen Seite nach vorn weisenden silbernen Hammer ein.“ (Kommunale Wappenrolle Schleswig-Holstein)
154. ↑  Gammelby: „In Gold ein blauer Wellenbalken, oben ein rotes Steingrab, unten drei schwarze Pflugschare 2 : 1.“ (Kommunale Wappenrolle Schleswig-Holstein)
155. ↑  Goosefeld: „Über einem flachgewölbten goldenen Dreiberg, dieser belegt mit einem aus drei Tragsteinen und einer Deckplatte bestehenden roten Steingrab, in Grün eine silberne, golden bewehrte Gans.“ (Kommunale Wappenrolle Schleswig-Holstein)
156. ↑  Güby: „Über blau-silbernen Wellen ein grüner Dreiberg. Darüber in Gold vier grüne Eichenblätter nebeneinander, die mittleren etwas erhöht.“ (Kommunale Wappenrolle Schleswig-Holstein)
157. ↑  Holzdorf: „In Silber drei fünfblättrige, bewurzelte rote Eichbäume, deren mittlerer mit den äußeren jeweils ein gemeinsames Blatt aufweist. Den Stamm der beiden äußeren Bäume überdeckt oberhalb der Wurzeln ein zweimal erhobener und einmal gesenkter blauer Wellenbalken, der seinerseits von dem Stamm des mittleren Baumes überdeckt wird.“ (Kommunale Wappenrolle Schleswig-Holstein)
158. ↑  Hummelfeld: „In Gold eine grüne Hopfenranke, bestehend aus einem gestürzten Blatt und fünf auswärts weisenden Dolden darüber.“ (Kommunale Wappenrolle Schleswig-Holstein)
159. ↑  Karby: „Von Gold und Blau leicht gesenkt geteilt, oben eine rote Kirche, unten ein rot bewehrter silberner Schwan vor zwei silbernen Wellenfäden.“ (Kommunale Wappenrolle Schleswig-Holstein)
160. ↑  Kosel: „Von Silber und Blau quadriert, in der Mitte überdeckt mit einem natürlich strukturierten, flachen roten Stein mit rundem Umriss, der die Zeichnung eines griechischen Kreuzes aufweist.“ (Kommunale Wappenrolle Schleswig-Holstein)
161. ↑  Loose: „In Gold unter blauem Wellenschildhaupt und über blauem Wellenschildfuß eine rote Rose mit grünen Kelchblättern zwischen zwei grünen Eichenblättern.“ (Kommunale Wappenrolle Schleswig-Holstein)
162. ↑  Rieseby: „Unter blauem Schildhaupt, darin eine goldene Bischofsmütze mit seitlich ausschwingenden Bändern, in Gold ein verzierter schwarzer Dingstock in Form eines Antoniuskreuzes mit jeweils einem Ring an den Querarmenden.“ (Kommunale Wappenrolle Schleswig-Holstein)
163. ↑  Thumby: „Durch einen mit einem blauen Wellenbalken belegten silbernen Wellenbalken von Rot und Blau gesenkt geteilt. Oben drei grannenlose goldene Ähren nebeneinander, unten drei silberne Heringe 2 : 1.“ (Kommunale Wappenrolle Schleswig-Holstein)
164. ↑  Waabs: „Gespalten von Blau und Gold, darauf eine bewurzelte, rechts von einer Ähre, links von einem Fisch begleitete Buche in verwechselten Farben.“ (Kommunale Wappenrolle Schleswig-Holstein)
165. ↑  Windeby: „In Blau ein schmaler goldener Schräglinksbalken, oben ein steigender linksgewendeter goldener Wolf, unten ein goldenes Wagenrad mit fünf Speichen.“ (Kommunale Wappenrolle Schleswig-Holstein)
166. ↑  Winnemark: „Von Gold und Blau erhöht geteilt. Oben drei aufrecht stehende grüne Lindenblätter, unten ein natürlich tingierter, schwimmender Höckerschwan.“ (Kommunale Wappenrolle Schleswig-Holstein)
167. ↑  Amt Aukrug: „In Rot ein goldenes Wagenrad mit fünf Speichen, kreisförmig begleitet von fünf auswärts gewendeten silbernen Eicheln.“ (Kommunale Wappenrolle Schleswig-Holstein)
168. ↑  Amt Bordesholm-Land: „In Silber ein rotes Bordesholmer Bauernhaus (Giebelseite) unter 13 grünen Laubblättern 7 : 4 : 2. Im blauen Schildfuß ein silbernes aufgeschlagenes Buch.“ (Kommunale Wappenrolle Schleswig-Holstein)
169. ↑  Amt Hanerau-Hademarschen: „Unter einer gestürzten, bis zur Schildmitte reichenden roten Spitze, diese belegt mit dem silbernen holsteinischen Nesselblatt, von Silber und Blau elfmal zur Schildmitte geständert.“ (Kommunale Wappenrolle Schleswig-Holstein)
170. ↑  Amt Hohenwestedt-Land: „Von Rot und Silber vierzehnmal zur Schildmitte geständert, überdeckt mit einem blauen Schild, darin eine bewurzelte silberne Doppeleiche.“ (Kommunale Wappenrolle Schleswig-Holstein)
171. ↑  Amt Molfsee: „In Grün eine nach links fliegende silberne Möwe, deren rechter, stark bewegter Flügel das Erscheinungsbild von sechs fächerförmig hintereinandergestellten Flügeln aufweist.“ (Kommunale Wappenrolle Schleswig-Holstein)
172. ↑  Amt Osterrönfeld: „In Rot eine silberne Scheibe, kreisförmig begleitet von sechs mit den Stielen der Scheibe zugewandten silbernen Eichenblättern.“ (Kommunale Wappenrolle Schleswig-Holstein)
173. ↑  Amt Schlei: „Über silbernem Schildfuß, darin ein flacher grüner Fünfberg, in Blau ein linksgewendetes silbernes Dreiecksegel, begleitet links oben von einer fliegenden silbernen Möwe.“ (Kommunale Wappenrolle Schleswig-Holstein)